# رول‌اسکیت

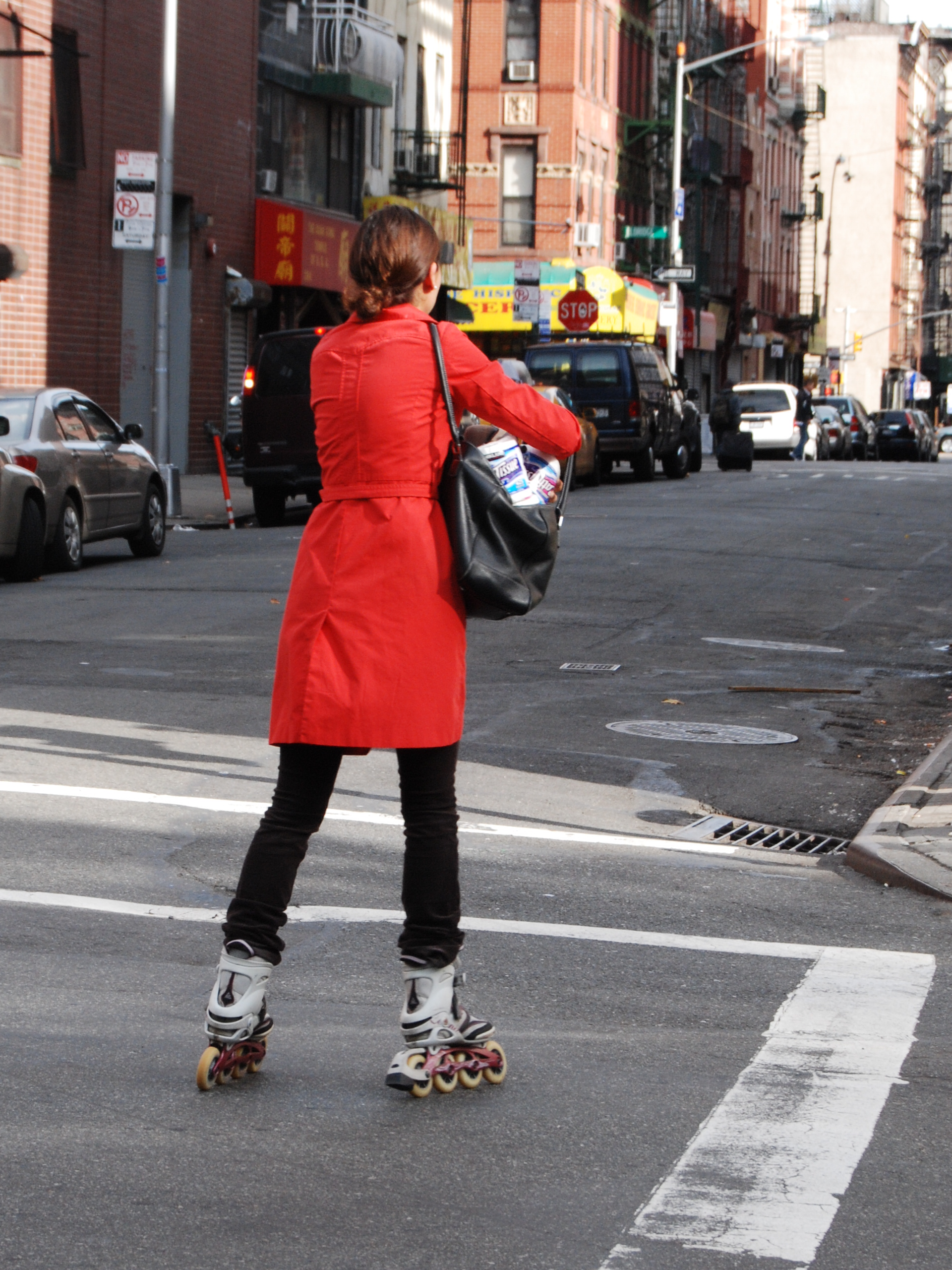
کاربرد پالیزه (این لاین) به عنوان یک وسیله نقلیه

رول‌اسکیت (به انگلیسی: Roller skating) یا پالیزه که به صورت متداول تنها به وسیله واژه اسکیت نامیده می‌شود یکی از ورزشهای تفریحی است، و همچنین می‌تواند به عنوان یک وسیله نقلیه مورد استفاده قرار گیرد در این ورزش از یک جفت کفش پالیزه استفاده می‌شود که هرکدام معمولاً دارای چهار چرخ هستند. پالیزه‌ها در دو شکل اصلی پالیزه کواد و دیگری پالیزه این‌لاین وجود دارند.
طرح پالیزه در سده هجدهم میلادی به وسیله یک مخترع گمنام انگلیسی از روی یخماله (اسکیت روی یخ) که تا پیش از آن متداول بود برای استفاده روی سطوح خشک ابداع شد. گونه‌های ورزشی که در آنها از پالیزه بهره می‌برند در زیر نام برده شده‌اند:

## رول‌اسکیت هنری
رول‌اسکیت هنری (به انگلیسی: Artistic roller skating) یک گونه ورزشی است که دارای انواع متعددی می‌باشد. در رول‌اسکیت هنری معمولاً از رول‌اسکیت کواد استفاده می‌شود اما در برخی انواع نیز رول‌اسکیت این لاین کاربرد دارد.
انواع رول‌اسکیت‌های هنری عبارتند از:

## نمایشی
در این نوع ورزشکاران بر گرد یک دایره یا بیضی می‌گردند تا کنترل و تمرکز خود را بر حرکت با اسکیت به تماشاگران نشان دهند.

## رقص
در این گونه ورزشکاران می‌توانند به صورت انفردی یا دو نفره یا تیمی به انجام حرکات نمایشی خود بپردازند. در این ورزش امتیاز داده شده به ورزشکاران بر اساس گام‌هایی که برمی‌دارند و هماهنگی با موسیقی می‌باشد. این گونه رول‌اسکیت هنری از اسکیت نمایشی اقتباس شده‌است.

## فری‌استایل
یک گونه نمایشی از پالیزه است که در آن خلاقیت مبنای کار ورزشکاران است. حرکات آنها می‌تواند شامل پرش ، چرخش و حرکات طراحی شده بر اساس موسیقی و ریتم باشد.

## اسکیت هماهنگ
این گونه از ورزش اسکیت شامل انجام حرکات نمایشی ظریف بر روی زمین یا سطوح مختلف به صورت انفرادی، دو نفره یا تیمی می‌باشد که بر اساس ریتم موسیقی انجام می‌شود. تفاوت این گونه استفاده از سطوح مختلف برای انجام حرکات نمایشی است.

## اسکیت سرعت این لاین

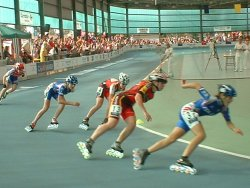
رقابت‌های اسکیت سرعت این لاین در پیست

اسکیت سرعت این لاین (به انگلیسی: Inline speed skating)، ورزشی رقابتی است که ورزشکاران به وسیله کفش اسکیت این لاین به رقابت می‌پردازند. مسابقات و رقابت‌های این ورزش در انواع پیست (سالن - فضای داخلی) و جاده (فضای بیرون) قابل انجام است و برگزار می‌شود.

## تاریخچه
اولین منبع ثبت‌شده از استفاده رول اسکیت مربوط به اجرای نمایشی در لندن در سال ۱۷۴۳ است. مخترع این اسکیت ناشناخته است. اولین ثبت اختراع مربوط به سال ۱۷۶۰ توسط جان جوزف مرلین است. اولین رویداد ورزشی مرتبط با رول اسکیت به سال ۱۹۳۷ برمی‌گردد.